# 297. Infanterie-Division (Wehrmacht)
Die 297. Infanterie-Division war ein Großverband des Heeres der deutschen Wehrmacht im Zweiten Weltkrieg. Ihr Personalbestand umfasste vorwiegend Österreicher.

## Geschichte
Einsatzgebiete:
- Deutschland: Januar bis Mai 1940
- Frankreich: Juni 1940
- Generalgouvernement: Juli 1940 bis Juni 1941
- Ostfront, Südabschnitt: Juni 1941 bis Oktober 1942
- Stalingrad: Oktober 1942 bis Januar 1943
- Frankreich: April bis Juli 1943
- Serbien: Juli bis September 1943
- Albanien: September 1943 bis Oktober 1944
- Montenegro und Kroatien: Oktober 1944 bis Mai 1945

### Aufstellung
Die 297. Inf.-Div. wurde im Rahmen der 8. Aufstellungswelle ab 31. Januar 1940 in Bruck an der Leitha (Wehrkreis XVII) aufgestellt. 

### Westfeldzug
Wenig später nahm der Verband, jedoch nur als Reserveeinheit, am Westfeldzug in Frankreich teil.

### Besatzungstruppe Polen
Bereits ab Juli 1940 lag die 297. Inf.-Div. als Besatzungstruppe im Generalgouvernement für die besetzten polnischen Gebiete. Sie betrieb weiterhin die Ausbildung ihrer Soldaten. 

### Abgaben für die Neuaufstellungen 327. und 113. ID
Am 1. und am 30. Oktober 1940 stellte die Division 2 Bataillone und einen Regimentsstab für die Neuaufstellung der 327. Infanterie-Division und der 113. Infanterie-Division ab. Die Abgaben wurden wieder ersetzt.

### Unternehmen Barbarossa
Ab dem 22. Juni 1941 kämpfte die Division im Rahmen der Heeresgruppe Süd in der Ukraine, überwiegend im Verband der 6. Armee. Sie wurde eingesetzt bei der Eroberung von Shitomir, Uman, Tscherkassy, Kiew, Poltawa. Nördlich des Donezgebietes entlang drang sie weiter bis nach Charkow vor, wo monatelange Stellungskämpfe und schwere Abwehrschlachten zu bestehen waren.

### Offensive 1942
Während der Sommeroffensive 1942 Fall Blau führte die 297. Inf.-Div. Angriffskämpfe im großen Donbogen und bis südlich Stalingrad. Sie war dabei zeitweise der 4. Panzerarmee und überwiegend der 6. Armee unterstellt. 

### Stalingrad
Die 297. Inf.-Div. gehörte in der Schlacht von Stalingrad ab November 1942 dem IV. Armeekorps unter General der Pioniere Erwin Jaenecke an.

### Vernichtung
Im Januar 1943 wurde die 297. Inf.-Div. in der Kesselschlacht von Stalingrad aufgerieben. Ihr letzter Kommandeur ergab sich am 26. Januar 1943, die Reste der 6. Armee kapitulierten am 31.1. und 2. Februar 1943.

### Wiederaufstellung
Hitler befahl die komplette Neuaufstellung der Divisionen der 6. Armee, somit wurde auch die 297. Inf.-Div. wieder errichtet, beginnend am 7. März 1943 im Raum Bordeaux und dann fortgesetzt und abgeschlossen ab Juli 1943 in Serbien. 

### Albanien 1943
Anfang September kam die Division zu ihrem ersten Einsatz zur Entwaffnung der italienischen Truppen in Albanien. Bis Oktober 1944 verblieb die Division dort, sowohl zur Küstensicherung gegen mögliche alliierte Anlandungen als auch zur Partisanenbekämpfung.

### Partisanenbekämpfung in Bosnien
Danach wurde die 297. Inf.-Div. über Montenegro nach Bosnien zurückgezogen und hatte schwere Kämpfe mit den ständig weiter erstarkenden Tito-Partisanen zu bestehen. Die Anti-Partisanenoperationen wurde mehr und mehr zum Kampf gegen echte Streitkräfte, zumal die Versorgung der Alliierten für die Tito-Truppen immer umfangreicher wurde. 

### Rückzug 1944/45
Die Rückzugsbewegung der Heeresgruppe E durch Kroatien erlebte auch die 297. Inf.-Div. 

### Kapitulation
Kurz vor Erreichen der damaligen deutschen Südgrenze erfolgte jedoch am 8. Mai 1945 die Kapitulation, so dass fast alle Angehörigen der Division in der Nähe von Cilli / Radkersburg in jugoslawischen Kriegsgefangenschaft kamen, die sehr viele von ihnen nicht überlebten.

## Personen
| Dienstzeit                         | Dienstgrad             | Name                      |
| ---------------------------------- | ---------------------- | ------------------------- |
| 5. April 1940 bis 16. Januar 1943  | General der Artillerie | Max Pfeffer               |
| 16. bis 26. Januar 1943            | Generalmajor           | Moritz von Drebber        |
| 1. April 1943 bis 17. Februar 1944 | Generalleutnant        | Friedrich-Wilhelm Deutsch |
| 17. Februar bis 26. Oktober 1944   | Generalleutnant        | Otto Gullmann             |
| 26. Oktober 1944 bis 8. Mai 1945   | Generalleutnant        | Albrecht Baier            |

| Dienstzeit                              | Dienstgrad     | Name                 |
| --------------------------------------- | -------------- | -------------------- |
| 8. Februar bis Oktober 1940             | Major          | Heinz Brandt         |
| 20. Oktober bis 15. August 1941         | Oberstleutnant | Karl-Theodor Koerner |
| 17. Oktober 1941 bis 18. September 1942 | Oberstleutnant | Walter Nagel         |
| unbekannt bis 25. Januar 1943           | Oberstleutnant | Artur Weber          |
| April bis 10. September 1943            | Oberstleutnant | Hans-Georg Eismann   |
| 10. September 1943 bis 20. Januar 1945  | Oberstleutnant | Heinz Toop           |
| 20. Januar 1945 bis 8. Mai 1945         | Oberstleutnant | Wilfried von Sobbe   |

## Gliederung
| 1940                                                                          | 1943                                                                       |
| ----------------------------------------------------------------------------- | -------------------------------------------------------------------------- |
| - Infanterie-Regiment 522 - Infanterie-Regiment 523 - Infanterie-Regiment 524 | - Grenadier-Regiment 522 - Grenadier-Regiment 523 - Grenadier-Regiment 524 |
|                                                                               | - Füsilier-Bataillon 297                                                   |
| - Artillerie-Regiment 297                                                     | - Artillerie-Regiment 297                                                  |
| - Panzerabwehr-Abteilung 297                                                  | - Panzerjäger-Abteilung 297                                                |
| - Pionier-Bataillon 297                                                       | - Pionier-Bataillon 297                                                    |
| - Nachrichten-Abteilung 297                                                   | - Nachrichten-Abteilung 297                                                |
| - Nachschubtruppen 297                                                        | - Nachschubtruppen 297                                                     |
|                                                                               | - Feldersatz-Bataillon 297                                                 |

## Sonstiges
An der Stelle des ehemaligen Einsatzortes Pestschanka, einem Ort 20 Kilometer westlich von Wolgograd, wurde von der Republik Österreich in Zusammenarbeit mit dem Österreichischen Schwarzen Kreuz das Mahnmal in Pestschanka errichtet, welches an die Schlacht um Stalingrad erinnert.

## Bekannte Divisionsangehörige
- Heinz Brandt (1907–1944), war Olympiasieger im Springreiten
- Willy Riedel, Kommandeur der III. Abteilung im Infanterie-Regiment 524 erhielt das Deutsche Kreuz in Gold sowie das Ritterkreuz mit Eichenlaub[2] am 8. Oktober 1942 in der Schlacht von Stalingrad. Riedel wurde nach dem Krieg Oberst in der Nationalen Volksarmee und kommandierte vom 30. Oktober 1956 bis zum 31. Dezember 1957 die 6. Mot.-Schützen-Division.[3]